# Gaius Cassius Primus
Gaius Cassius Primus (vollständige Namensform Gaius Cassius Gai filius Pupinia Primus) war ein im 2. Jahrhundert n. Chr. lebender Angehöriger des römischen Ritterstandes (Eques).
Durch eine Inschrift, die bei Baeterrae gefunden wurde und die auf 100/200 datiert wird, ist belegt, dass Primus Präfekt einer Cohors I Raetorum war. Aus der Inschrift geht auch hervor, dass er noch Kommandeur einer Cohors milliaria war. Primus war in der Tribus Pupinia eingeschrieben.